# Sesostri I
Sesostri I (o Sesostris I, ellenizzazione dell'originale Senuosret I; anche Kheperkara Sesostri) (... – 1919 a.C.) è stato un sovrano egizio della XII dinastia.
Regnò dal 1964 a.C. al 1919 a.C. o, secondo altri studiosi, dal 1971 a.C. al 1926 a.C. Fu uno dei faraoni più potenti della XII dinastia e il suo regno fu un'epoca di splendore della letteratura e dell'artigianato, come testimoniano i gioielli d'altissima qualità rinvenuti nelle tombe delle donne della famiglia reale, a Dahshur ed El-Lahun. Era figlio di re Amenemhat I e della regina Nefertitatjenen; si unì in matrimonio a sua sorella Neferu III, con cui generò il successore Amenemhat II. Il nome regale di Sesostri I, Kheperkara, significa "Creato è il Ka di Ra", mentre il suo nome di nascita, Sesostri appunto (Senuosret in egizio) significa "Uomo della dea Uosret".
Faraone di enorme prestigio, godette di un'ottima reputazione per tutta la storia egizia, venendo annoverato fra i sovrani più meritevoli nelle liste d'epoca ramesside. Come ha scritto l'egittologo italiano Franco Cimmino:

## Ascesa al trono

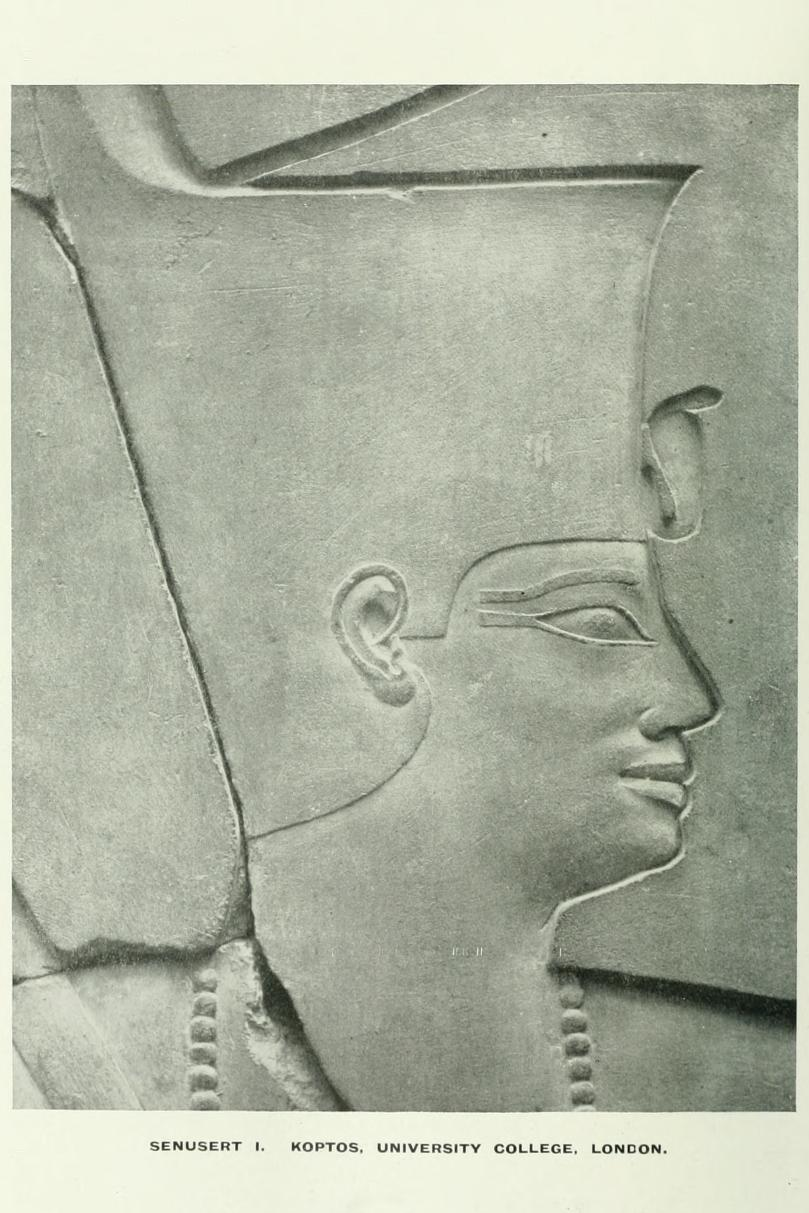
Dettaglio di un rilievo raffigurante Sesostri I con la corona del Basso Egitto. Petrie Museum, Londra.

Stando a quanto afferma una delle più importanti opere della letteratura egizia, Le avventure di Sinuhe, composta in quegli anni e ambientata nel periodo della morte di Amenemhat I, Sesostri si trovava nel deserto occidentale, impegnato in una spedizione contro i Libici, quando suo padre fu assassinato dalle proprie guardie in una congiura di palazzo, a metà febbraio del 1964 a.C. Il protagonista del racconto, Sinuhe, si trova per caso ad ascoltare l'annuncio dell'assassinio dell'anziano faraone mentre viene comunicato al figlio. Sesostri accorse nella capitale, Menfi, e prese rapidamente il controllo della situazione. Infatti Amenemhat I se lo era associato al trono nel proprio 20º anno di regno, per evitare ogni disputa sulla successione: quindi, quando suo padre fu ucciso, Sesostri era formalmente faraone già da un decennio. Altri studiosi, come Nicolas Grimal, ritengono invece che la successione non fosse ancora nettamente definita, poiché Sesostri salì al trono "non senza problemi". Altra opera letteraria concernente tale vicenda, pervenuta però esclusivamente in copie del Nuovo Regno, è "L'Insegnamento di Amenemhat", un breve poema dove il fantasma dell'assassinato Amenemhat I parla a Sesostri I e gli descrive la congiura in cui ha perso la vita, ordinandogli di non fidarsi di nessuno
Amenemhat I è considerato il primo re d'Egitto ad avere condiviso una coreggenza con il proprio erede. Una stele rinvenuta ad Abido e conservata al Museo egizio del Cairo (CG 20516) è datata sia al 30º anno di regno di Amenemhat che al 10° di Sesostri - a provare che fu associato al trono nel 20° di regno del padre.

## Regno

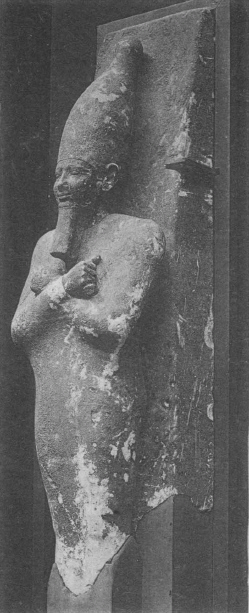
Statua osiriforme di Sesostri I, proveniente dal suo tempio funerario a El-Lisht, oggi al Museo egizio del Cairo.

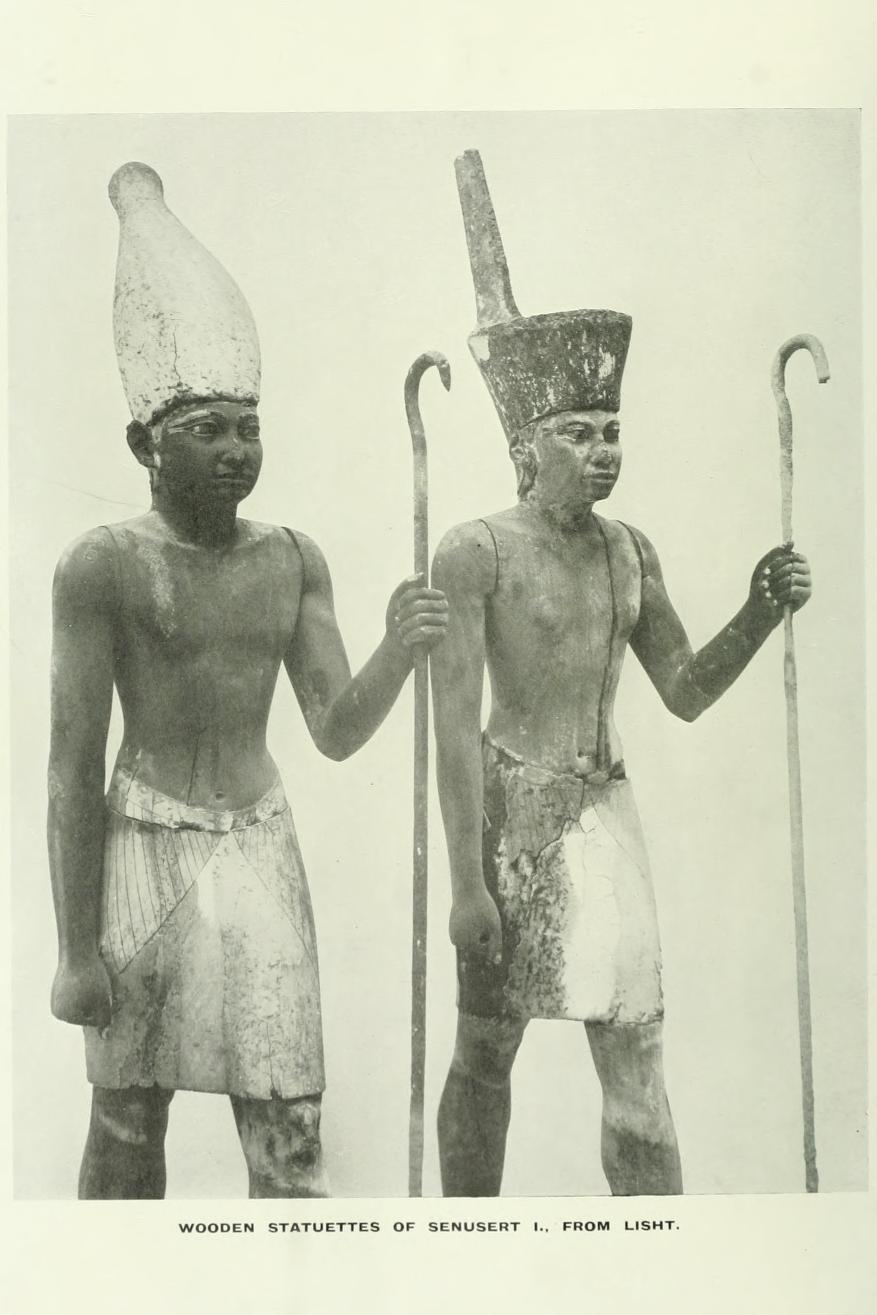
Statue lignee di Sesostri I con le corone dell'Alto e Basso Egitto, rinvenute a El-Lisht, nella tomba del sommo sacerdote Imhotep. Museo egizio del Cairo e Metropolitan Museum of Art, New York.

Il suo lungo regno, lungo 45 o 46 anni secondo le fonti storiche, sicuramente almeno 43 in base alle fonti archeologiche, segna un momento di forte ripresa dello Stato egizio, con un benessere diffuso, come prova la ricchezza delle tombe e dei complessi sepolcrali degli alti dignitari, dei funzionari e dei nomarchi (governatori delle regioni dell'Egitto, dette nòmi), i quali vivevano in condizioni di grande agiatezza, quando non di vera e propria ricchezza, malgrado i limiti gradualmente imposti al loro potere da parte dei sovrani della XII dinastia.

### Politica interna
In politica interna Sesostri seguì le orme del padre limitando ulteriormente il potere dei nomarchi attraverso la creazione delle cariche di visir per il Basso Egitto e visir per l'Alto Egitto, a cui lo strapotere dei governatori provinciali (nomarchi), che aveva determinato la fine dell'Antico Regno e la caduta del potere centrale, furono sottoposti. Anche l'amministrazione della giustizia venne affidata a giudici itineranti di nomina regia.

### Politica estera
In politica estera Sesostri seguì le orme del padre proseguendo le campagne contro i nomadi libici allo scopo di garantire la sicurezza delle piste carovaniere tra Abido e l'oasi di El-Kharga. Sembra che la spedizione che conduceva quando fu ucciso Amenemhat I non sia stata interrotta; Sesostri tornò in patria, ma le truppe riuscirono nell'intento di respingere i nomadi libici oltre i territori coltivati a ovest del delta del Nilo (non si hanno loro notizie in quel luogo fino alla XXII dinastia). Verso sud proseguì la penetrazione nella Nubia e venne raggiunta la 2° cateratta del Nilo (18º anno di regno), come ricordano stele a Beni Hasan e Assuit; fu il primo a raggiungere le oasi desertiche con vere spedizioni. Per garantire la sicurezza dei nuovi confini fece costruire le fortezze di Buhen (che permetteva il controllo sul Wadi Halfa), Aniba, Faras, Kuban, e Ikkur - per un totale di 13 fortilizi. Il punto più remoto in cui sia sto trovato il nome di Sesostri I è l'isola di Argo, a nord di Dongola, sul Nilo.
Anche in Palestina e in Siria vi sono tracce di attività (in questo caso mercantili) egizie, assenti fin dai tempi di Pepi II (ca. 2278 - 2216/2184 a.C., dibattuto): con la caduta della VI dinastia e la fine dell'Antico Regno, infatti, l'influenza dell'Egitto in Medio Oriente era scomparsa. I mercanti egizi si spinsero fino alla città nord-siriana di Ugarit,

### Attività edilizia

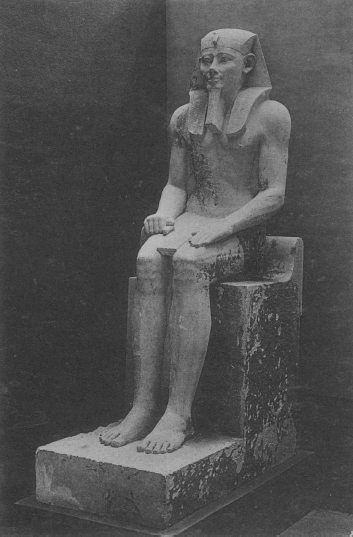
Statua calcarea di Sesostri I in trono. Museo egizio del Cairo.

Durante il suo lungo regno, Sesostri I inviò varie spedizioni minerarie nella penisola del Sinai, nello Uadi Hammamat, nello Uadi el-Hudi, ad Hetnub e ad Assuan per i propri progetti edilizi in Egitto e in Nubia; per esempio, nel proprio 2º, 16º e 38º anno di regno inviò 18'000 uomini nelle rinomate cave dello Uadi Hammamat per estrarre e lavorare i blocchi di pietra necessari per 60 sfingi e 150 statue. Nel proprio 3º anno di regno costruì l'importante tempio di Atum-Ra a Eliopoli, centro del culto del sole; inoltre vi fece erigere due obelischi in granito rosso per le celebrazioni dell'Heb-Sed (il giubileo del proprio 30º anno di regno), uno dei quali è il più antico obelisco ancora eretto in territorio egiziano, ad Al-Matariyya (l'antica Eliopoli). È alto più di 20 metri, per un peso di 121 tonnellate. 

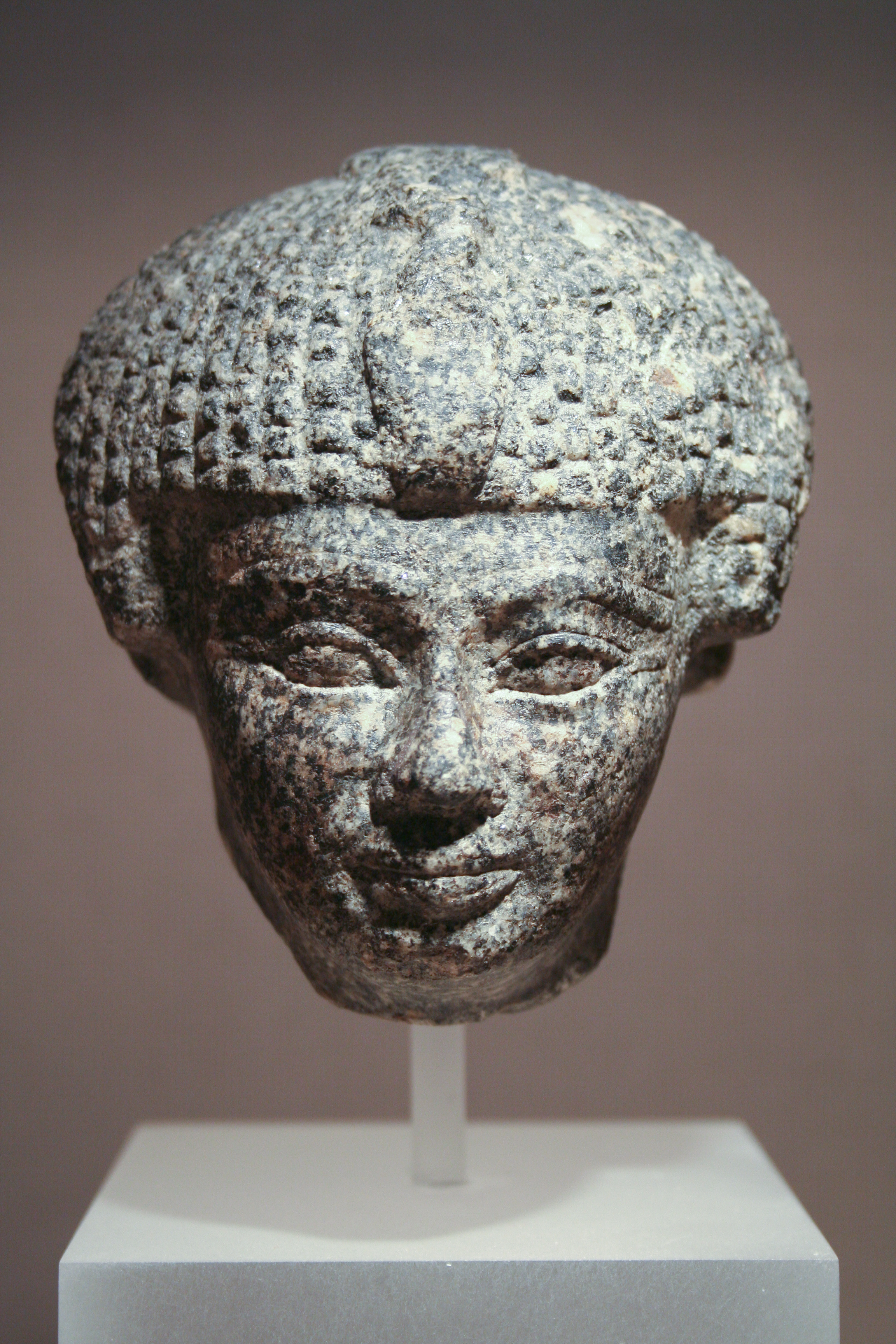
Testa di una statua di Sesostri I. Museo egizio di Lipsia.

A Sesostri I si deve inoltre la costruzione di templi di grande importanza, quali il tempio di Min a Copto e il tempio di Satet sull'isola Elefantina, quello di Ermonti e quello di Tod, frequentato fino ai tempi dell'imperatore Antonino Pio (138 d.C. - 161 d.C.), e che conserva una lunga iscrizione di Sesostri.
Un santuario, noto come "Cappella bianca" o "Cappella del Giubileo", con rilievi molto raffinati raffiguranti il sovrano, fu costruito a Karnak in occasione del suo 30º anniversario di regno. Grazie al ritrovamento di molti blocchi da parte di Henri Chevrier, nel 1926, gli archeologi hanno potuto riedificare la "Cappella bianca" con successo. Infine, Sesostri I ricostruì il tempio di Khentamentyu-Osiride ad Abido, oltre ad altri progetti edilizi.

### Successione
Un tempo si credeva che Amenemhat II avesse condiviso il potere col padre, in un periodo di coreggenza: ipotesi basata su una stele d'un funzionario (Leiden, V4) recante due date, cioè il 44º anno di regno di Sesostri I e il 2° di Amenemhat II. L'esistenza di una coreggenza tra i due è oggi ritenuta improbabile e la doppia datazione si dovrebbe riferire al periodo durante il quale il dedicatario, ossia il funzionario Wepwawetō, fu in carica. Si ritiene che Sesostri I sia morto nel corso del suo 46º anno di regno, poiché il Papiro dei Re (detto anche "Canone di Torino") gli assegna un regno di 45 anni completi.
Il suo complesso funerario si trova nella necropoli di el-Lisht.

## Liste reali
| N5 | L1 | D28 |

| N5 | L1 | D28 |

| N5 | L1 | D28 |

| N5 | L1 | D28 |

| N5 | L1 | D28 |

| N5 | L1 | D28 |

| N5 | L1 | D28 |

| N5 | L1 | D28 |

| N5 | L1 | D28 |

| N5 | L1 | D28 |

| N5 | L1 | D28 |

| N5 | L1 | D28 |

| N5 | L1 | D28 |

| N5 | L1 | D28 |

| N5 | L1 | D28 |

| N5 | L1 | D28 |

| HASH | D28 | Z1 | HASH |

| HASH | D28 | Z1 | HASH |

| HASH | D28 | Z1 | HASH |

| HASH | D28 | Z1 | HASH |

| HASH | D28 | Z1 | HASH |

| HASH | D28 | Z1 | HASH |

| HASH | D28 | Z1 | HASH |

| HASH | D28 | Z1 | HASH |

| N5 | L1 | D28 |

| N5 | L1 | D28 |

| N5 | L1 | D28 |

| N5 | L1 | D28 |

| N5 | L1 | D28 |

| N5 | L1 | D28 |

| N5 | L1 | D28 |

| N5 | L1 | D28 |

## Titolatura
| G5 |

| G5 |

| S34 | F31 | t | G43 |

| S34 | F31 | t | G43 |

| S34 | F31 | t | G43 |

| S34 | F31 | t | G43 |

| S34 | F31 | t | G43 |

| S34 | F31 | t | G43 |

| S34 | F31 | t | G43 |

| S34 | F31 | t | G43 |

| G16 |

| G16 |

| S34 | F31 | t | G43 |

| S34 | F31 | t | G43 |

| G8 |

| G8 |

| G5 · S12 | S34 · F31 · X1 |

| G5 · S12 | S34 · F31 · X1 |

| M23 · X1 | L2 · X1 |

| M23 · X1 | L2 · X1 |

| N5 | L1 | D28 |

| N5 | L1 | D28 |

| N5 | L1 | D28 |

| N5 | L1 | D28 |

| N5 | L1 | D28 |

| N5 | L1 | D28 |

| N5 | L1 | D28 |

| N5 | L1 | D28 |

| G39 | N5 |

| G39 | N5 |

| F12 | S29 | D21 · X1 | O34 · N35 |

| F12 | S29 | D21 · X1 | O34 · N35 |

| F12 | S29 | D21 · X1 | O34 · N35 |

| F12 | S29 | D21 · X1 | O34 · N35 |

| F12 | S29 | D21 · X1 | O34 · N35 |

| F12 | S29 | D21 · X1 | O34 · N35 |

| F12 | S29 | D21 · X1 | O34 · N35 |

| F12 | S29 | D21 · X1 | O34 · N35 |

## Altre datazioni
| Autore        | Anni di regno         |
| ------------- | --------------------- |
| Grimal        | 1962 a.C. - 1928 a.C. |
| Malek         | 1960 a.C. - 1916 a.C. |
| von Beckerath | 1956 a.C. - 1910 a.C. |